# Хаунсхайм
Хаунсхайм (нем. Haunsheim) — община в Германии, в земле Бавария.
Подчиняется административному округу Швабия. Входит в состав района Диллинген-ан-дер-Донау. Подчиняется управлению Гундельфинген-ан-дер-Донау. Население составляет 1564 человека (на 31 декабря 2010 года). Занимает площадь 17,79 км².
Коммуна подразделяется на 2 сельских округа.